# تکنوبلید
الکساندر (زاده ۱ ژوئن ۱۹۹۹ – درگذشت ژوئن ۲۰۲۲) که با نام تکنوبلید شناخته می‌شد، یوتیوبر آمریکایی بود که برای تولید محتوا در بازی ویدیویی ماینکرفت و دریم اس‌ام‌پی شناخته شد. تکنوبلید کانال یوتیوب خود را در سال ۲۰۱۳ ساخت، و ویدئوهای او فقط شامل ویدئوهای ماینکرفت و سرور هایپیکسل می‌شد. بعد از معروف شدن در سال ۲۰۱۹ بخاطر موفقیت در PVP ماینکرفت، تکنوبلید در سال ۲۰۲۰ به سرور ماینکرفت دریم اس‌ام‌پی پیوست، و طرفداران خود را بیشتر کرد.
در آگوست ۲۰۲۱، تکنوبلید اعلام کرد که او مبتلا به سرطان شده است. او که روش‌های درمانی بسیاری را انجام داد، موفق نبود و در ژوئن ۲۰۲۲ بخاطر سارکوم متاستاتیک درگذشت، که در انجمن ماینکرفت و یوتیوب واکنش‌های بسیاری را به همراه داشت. در زمان مرگش، کانال او تقریباً ۱۱ میلیون دنبال‌کننده داشت.

## در اینترنت
تکنوبلید برای اولین بار کانال خود را در ۲۸ اکتبر ۲۰۱۳ ساخت و اولین ویدئوهای خود را آپلود کرد. ویدئوهای او متمرکز روی بازی ماینکرفت در سرور هایپیکسل بود. تکنوبلید در یک ویدئو در سال ۲۰۱۷، ماینکرفت را روی حالت هاردکور فقط با یک فرمان شکست داد. در یک سری ویدئوی دیگر، او سری «جنگ‌های سیب‌زمینی» را ساخت که در این سری تلاش می‌کرد که بیشترین تعداد سیب‌زمینی را در گیم‌مود هایپیکسل به نام اسکای‌بلاک بگیرد و حریفش به نام im_a_squid_kid را شکست دهد.
تکنوبلید در سال ۲۰۱۹ برای برنده شدن در مسابقات دوشنبه‌های ماینکرفت معروف شد که او چندین یوتیوبر و استریمر دیگر را در این مسابقات شکست داد. تکنوبلید همچنین در مسابقات ماینکرفت (Minecraft Championships MCC) شرکت کرد و دو تا از آنها را برد. به گزارش کیل مایکل از دات اسپورت، او به عنوان یکی از بهترین یوتیوبرهای ماینکرفت شناخته شد، و PVP(نبرد تن‌به‌تن ماینکرفت) او مورد ستایش قرار گرفت.
تکنوبلید در سال ۲۰۲۰ به سرور ماینکرفت دریم‌اس‌ام‌پی پیوست، این سرور شامل برخی از یوتیوبرها و استریمرهای معروف ماینکرفت می‌شد و توسط دریم ساخته شده بود. او به‌طور معمولی در این سرور فعالیت می‌کرد. تکنوبلید و دریم یک رقابت دوستانه داشتند و هردو به‌عنوان بهترین بازیکن‌های ماینکرفت شناخته می‌شدند. مستربیست مسابقه‌ای در ماینکرفت بین دریم و تکنوبلید برگزار کرد که برندهٔ این مسابقه ۱۰۰٬۰۰۰ دلار برنده می‌شد، که تکنوبلید برندهٔ این مسابقه شد.
در ۲۱ سپتامبر ۲۰۲۱، تکنوبلید ۳۰۰٬۰۰۰ دلار برای خیریه سارکوم آمریکا جمع‌آوری کرد و در فقط دو ساعت هدف ۲۵۰٬۰۰۰ را رد کرد.
در زمان مرگ تکنوبلید در ژوئن ۲۰۲۲، کانال یوتیوب او ۱۰٬۸ میلیون دنبال‌کننده داشت. در آگوست ۲۰۲۲، این کانال از ۱۵ میلیون دنبال‌کننده هم عبور کرد.